# جامع المرادية (أدرنة)
مسجد المرادية (بالتركية: Muradiye Camii) هو مسجد عثماني يعود تاريخه إلى القرن الخامس عشر ويقع بمدينة أدرنة في تركيا.

## التاريخ
يعد مسجد المرادية في مدينة أدرنة واحداً من أقدم المساجد التي أنشئت في الحقبة الأولى للدولة العثمانية.
بُني الجامع في القرن الخامس عشر  في عهد السلطان العثماني مراد الثاني، ومن هنا جاءت تسميته "مرادية" نسبة له.

## العمارة
يشتهر المسجد بأهميته التاريخية والمعمارية، وتتميز الهندسة المعمارية فيه بالعمارة العثمانية الممزوجة بالتأثيرات البيزنطية والفارسية السابقة، والمحراب مزين ببلاط السيراميك المصنوع يدويًا.

## المسجد اليوم
مفتوح للصلاة وللزوار، ويعتبر جزءاً مهماً من التراث التاريخي والثقافي لمدينة أدرنة في تركيا.

## معرض الصور

محراب ومنبر الجامع، ولوحة باللغة التركية عن إحضار قطعة حجر من الحجرة النبوية الشريفة
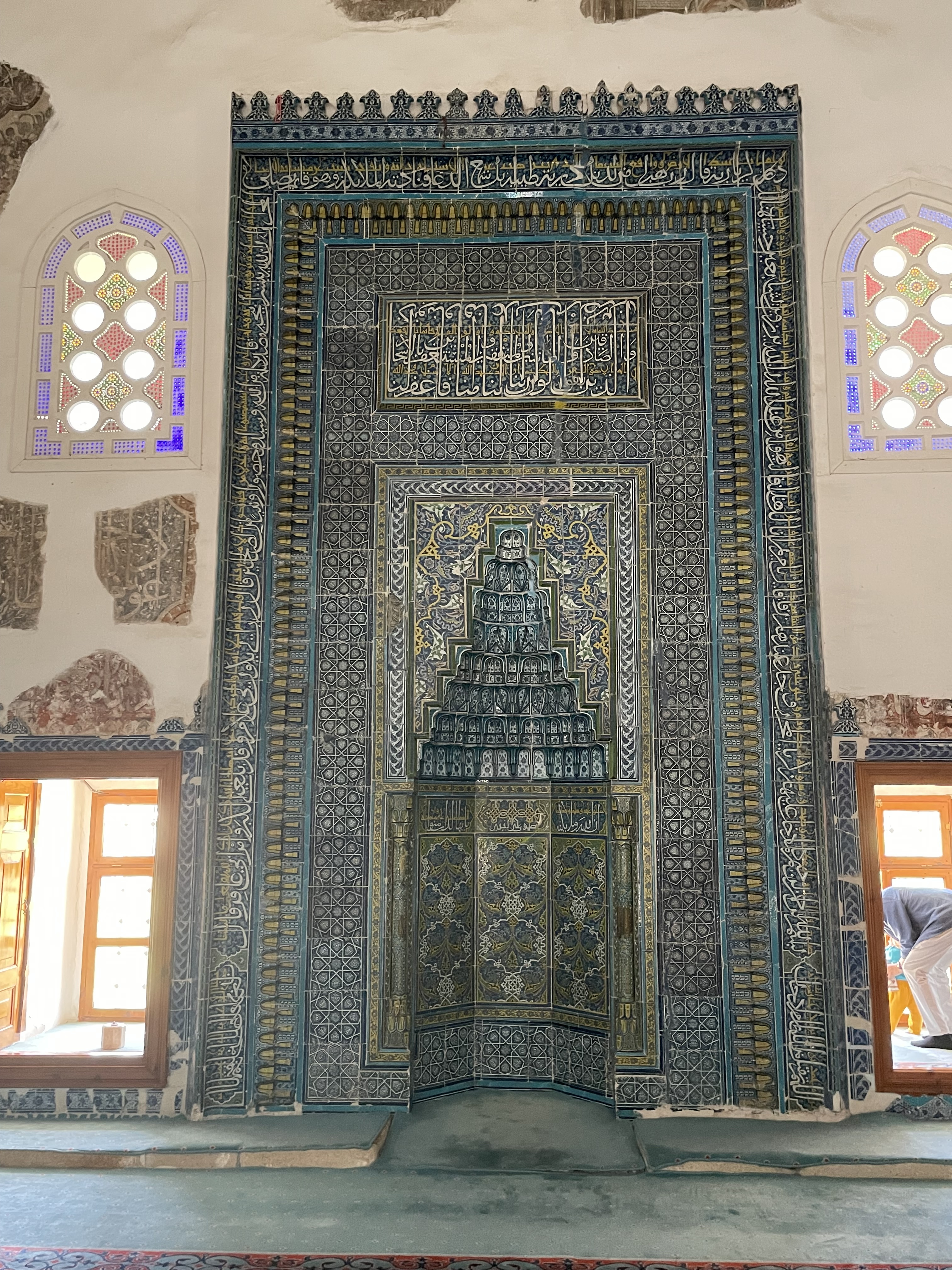
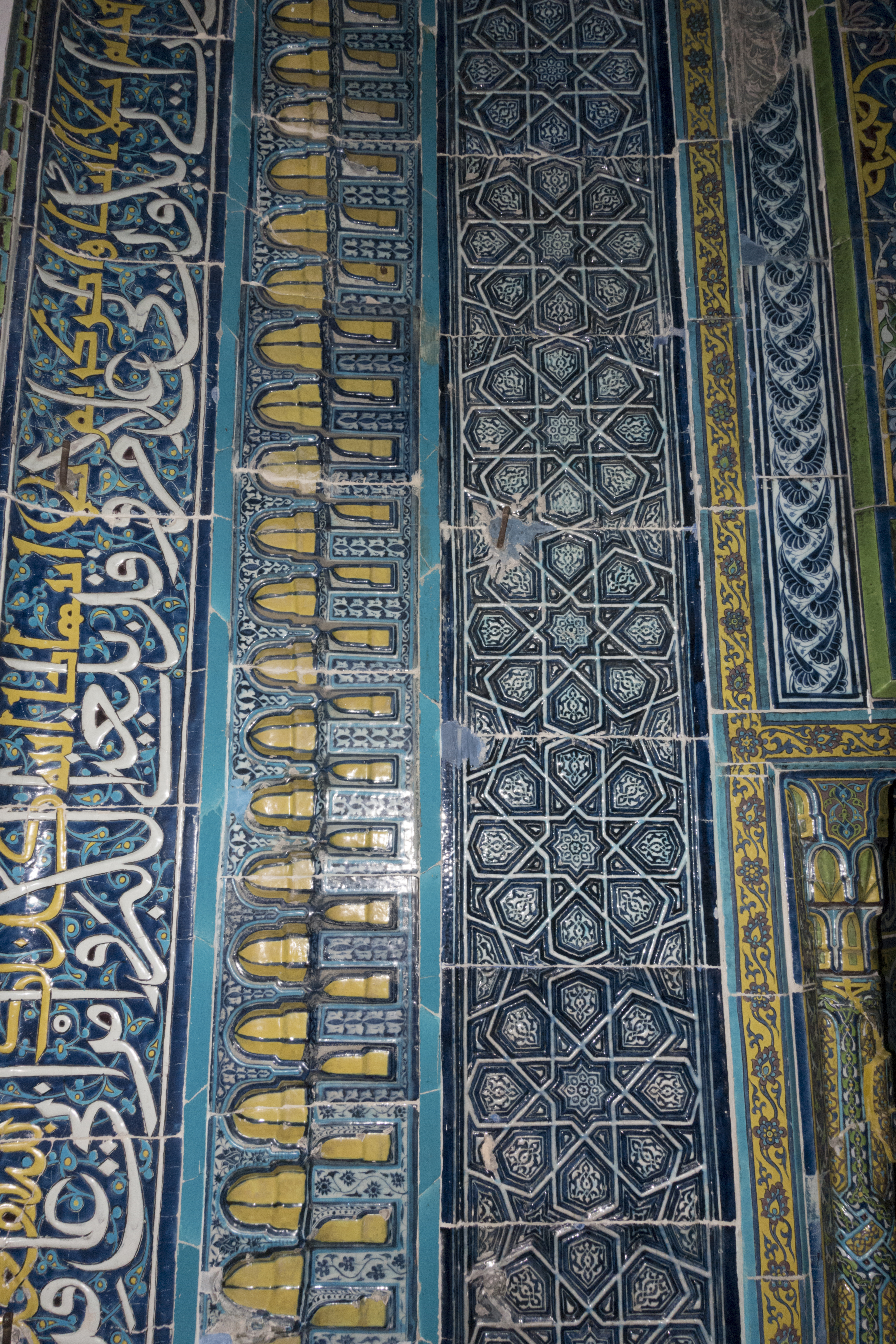
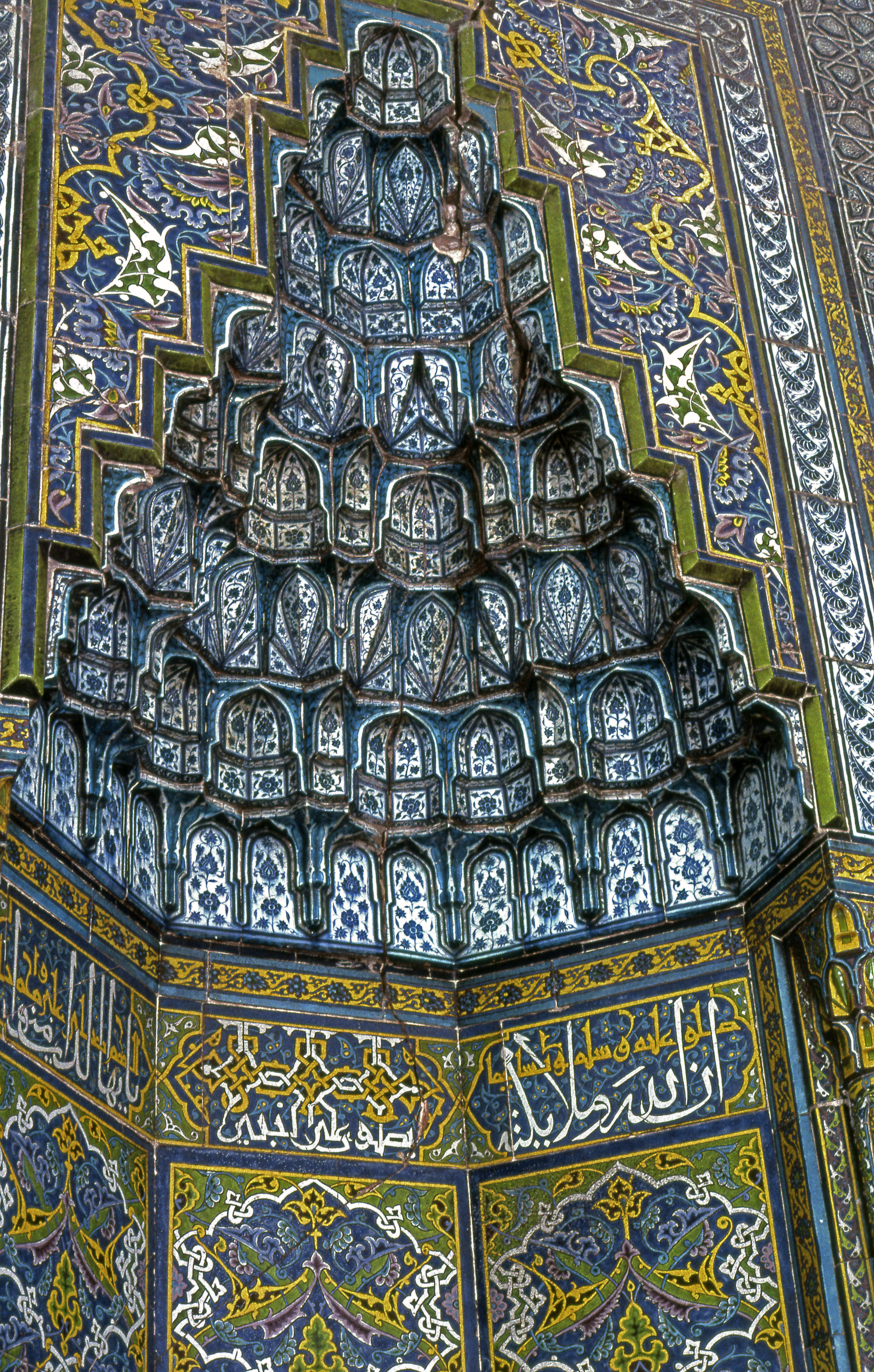
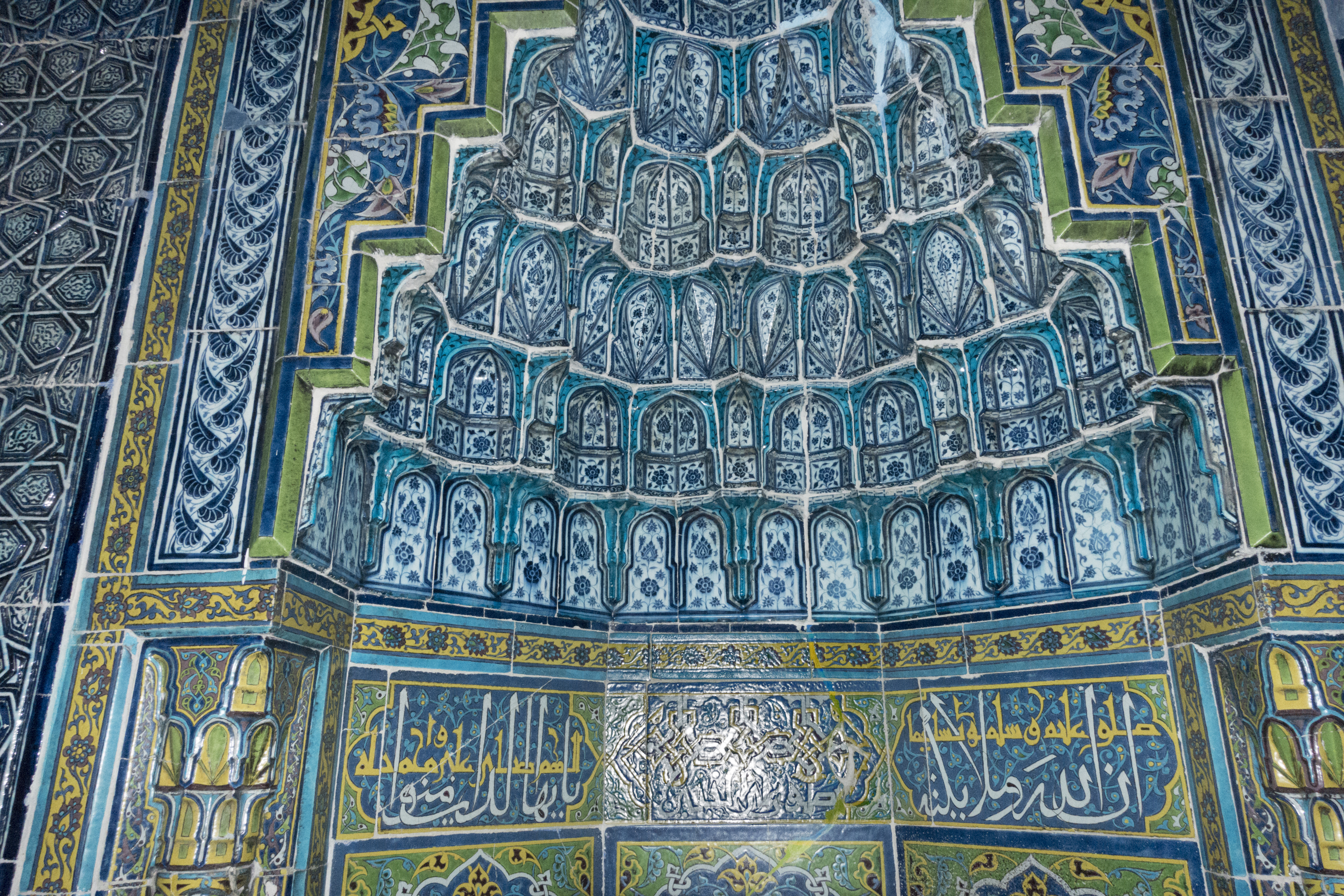
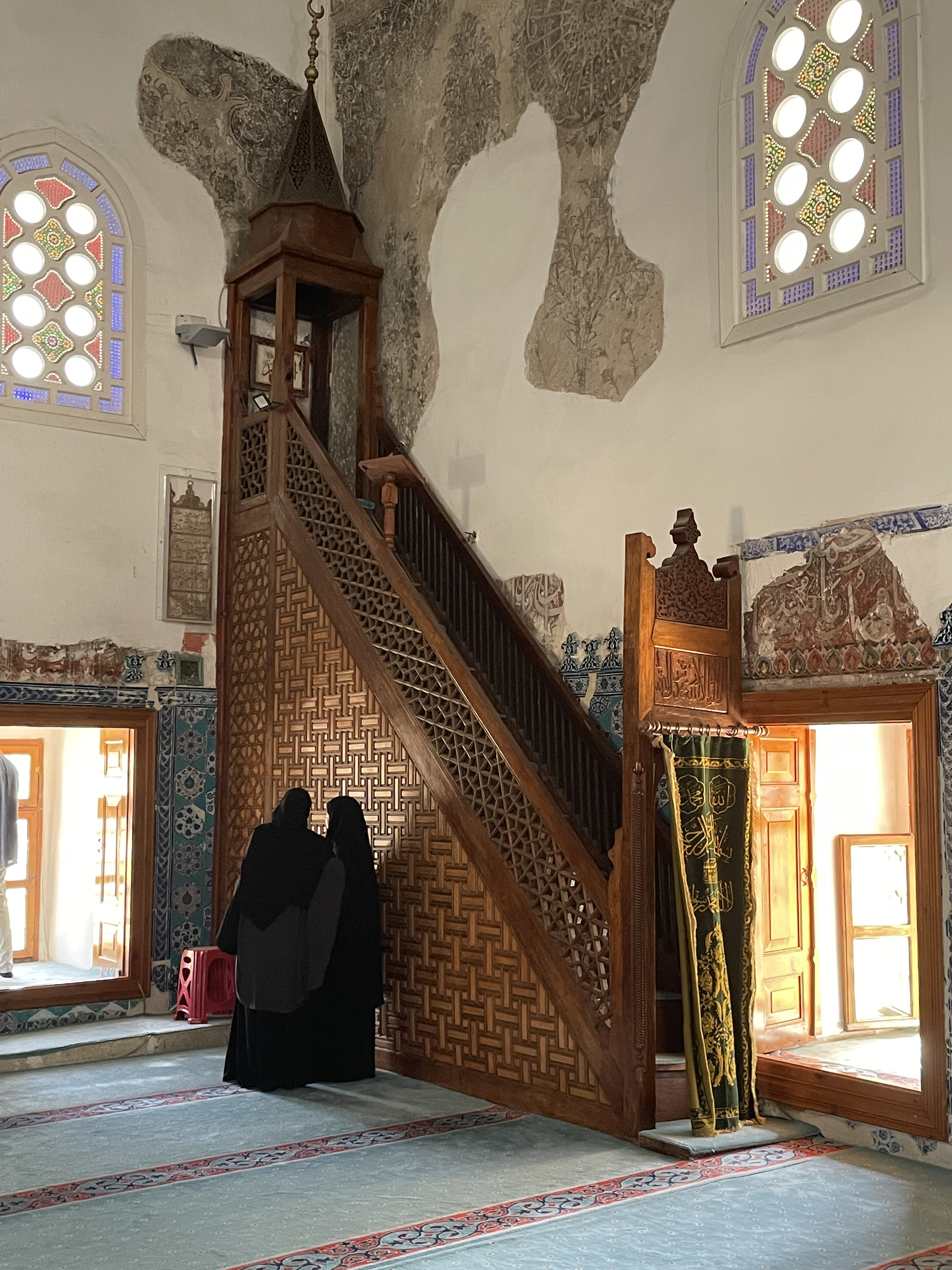
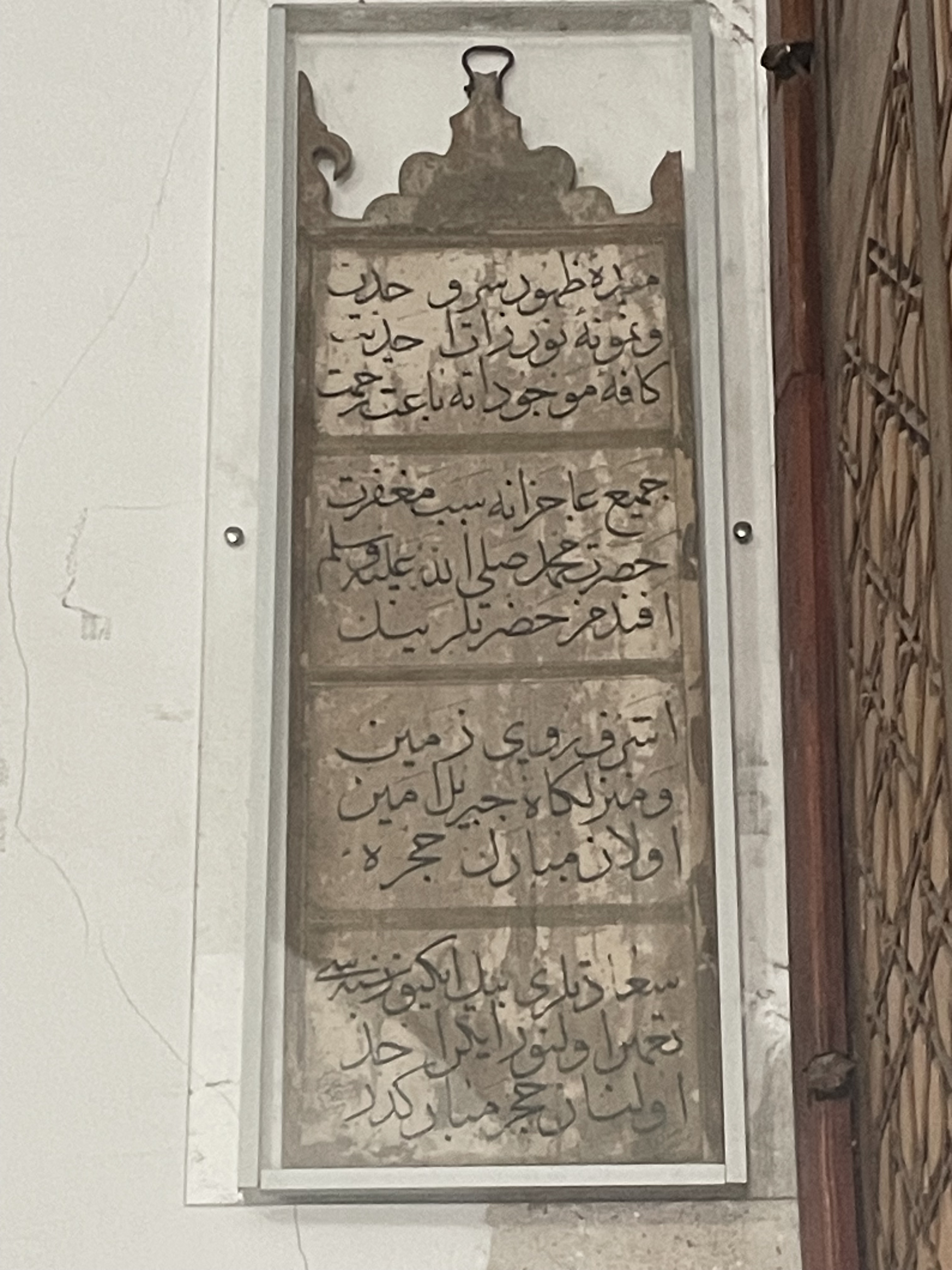

جامع المرادية من الخارج
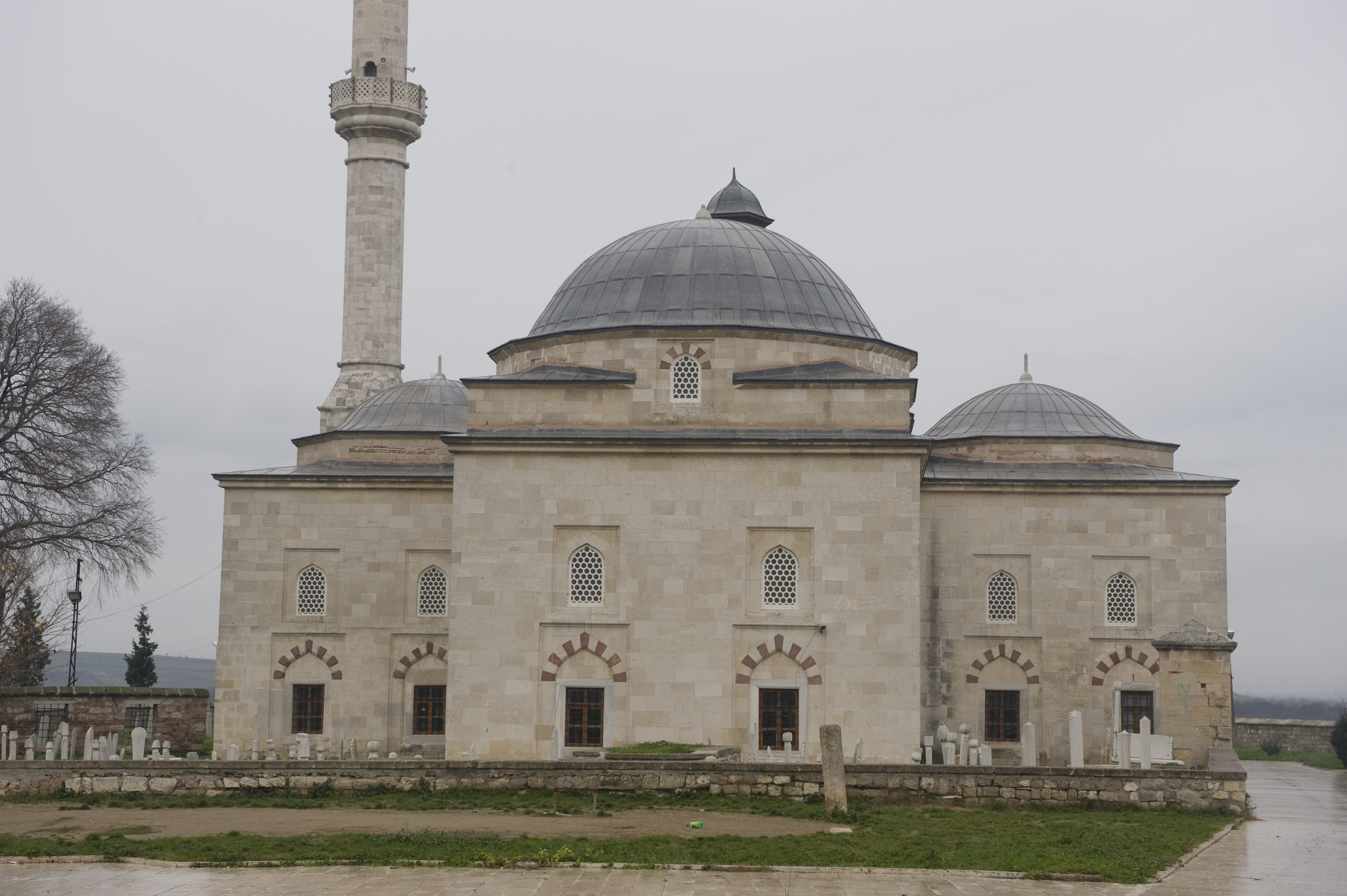
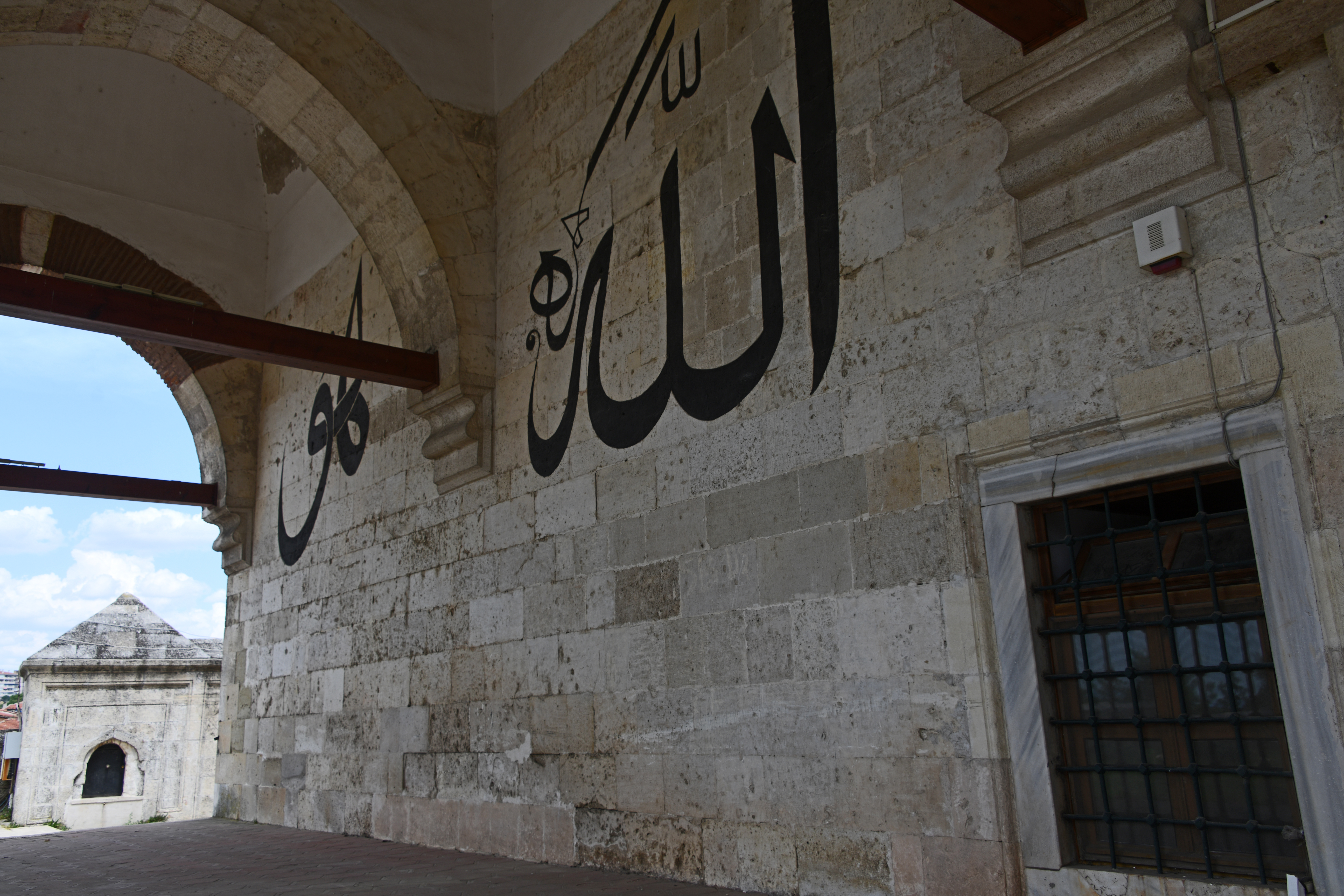

مكان الوضوء خارج جامع المرادية أمام باب الدخول الأوحد، ولوحة النص التأسيسي أعلى الباب
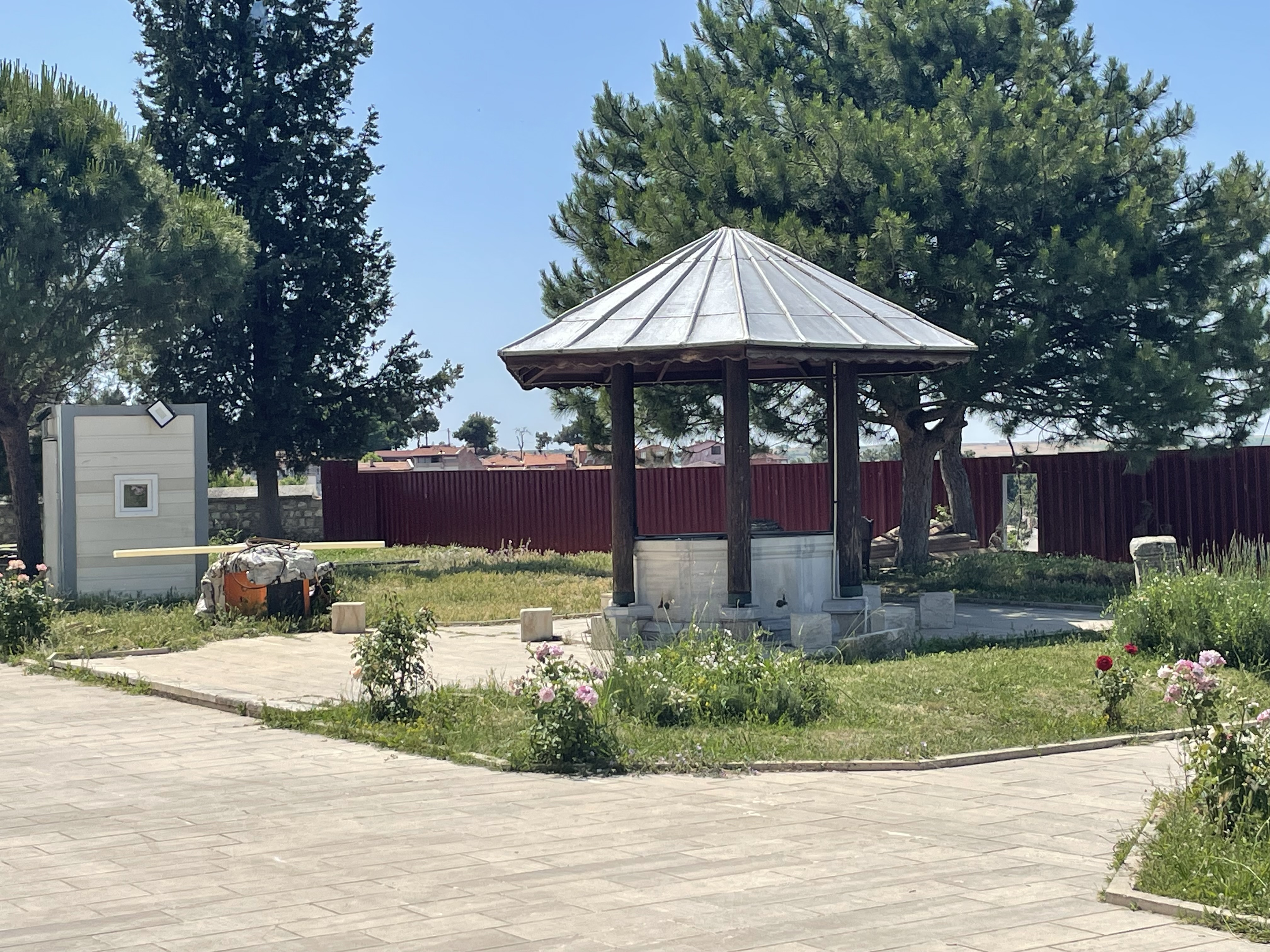
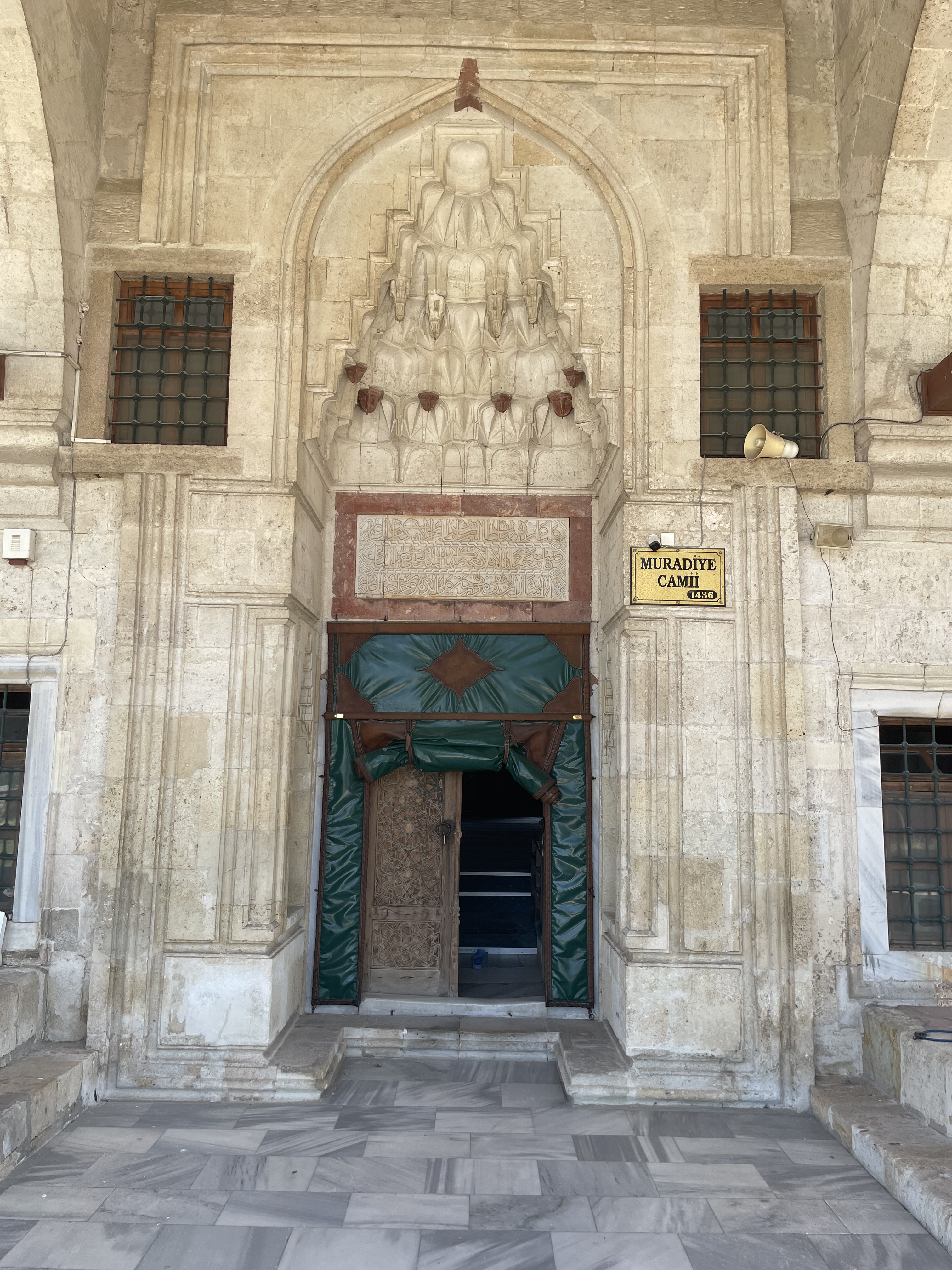
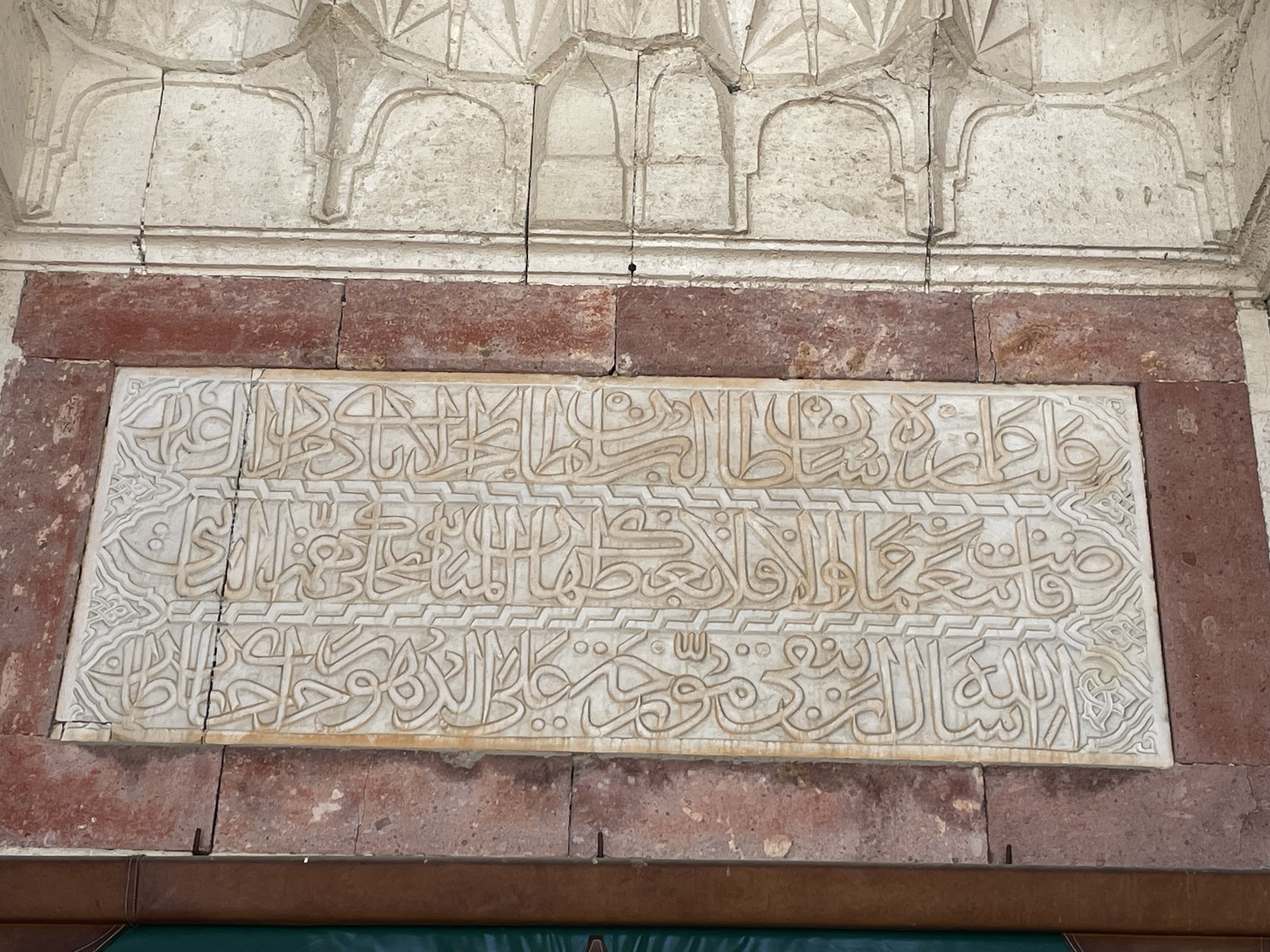

المسجد من الداخل وآثار الترميم بالصبغ الأبيض على الجدران مع الاحتفاظ بالزخارف القديمة
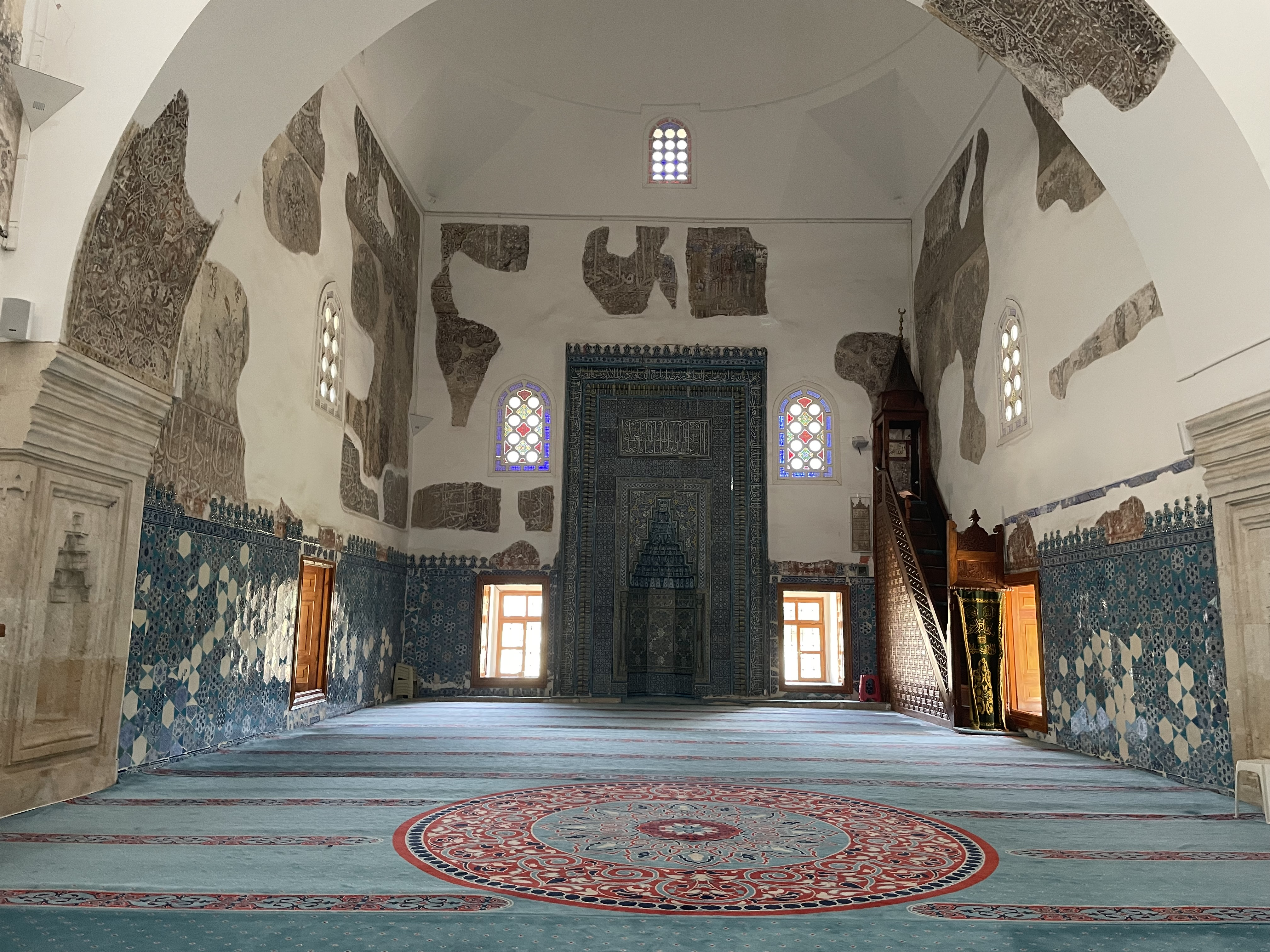
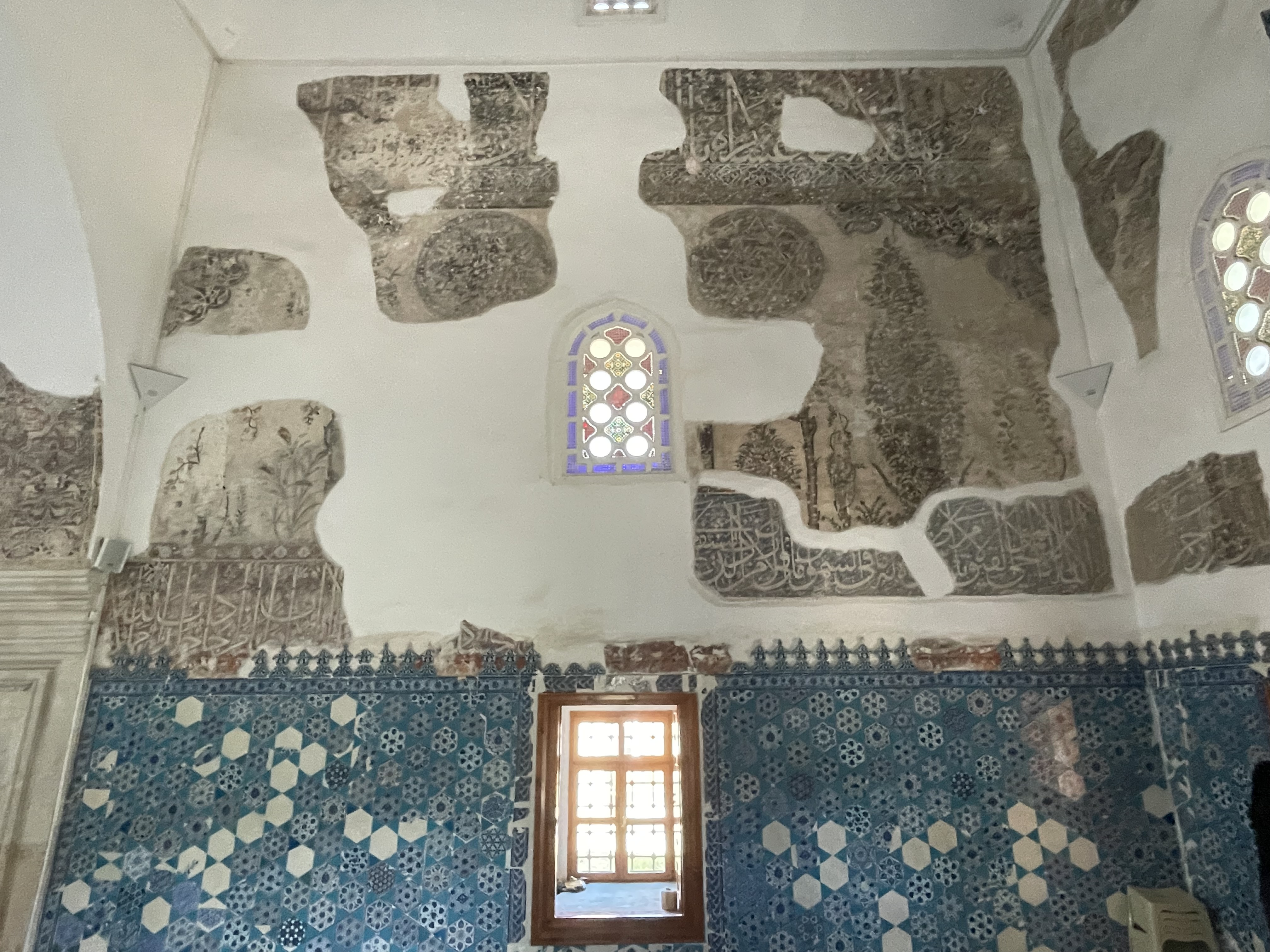
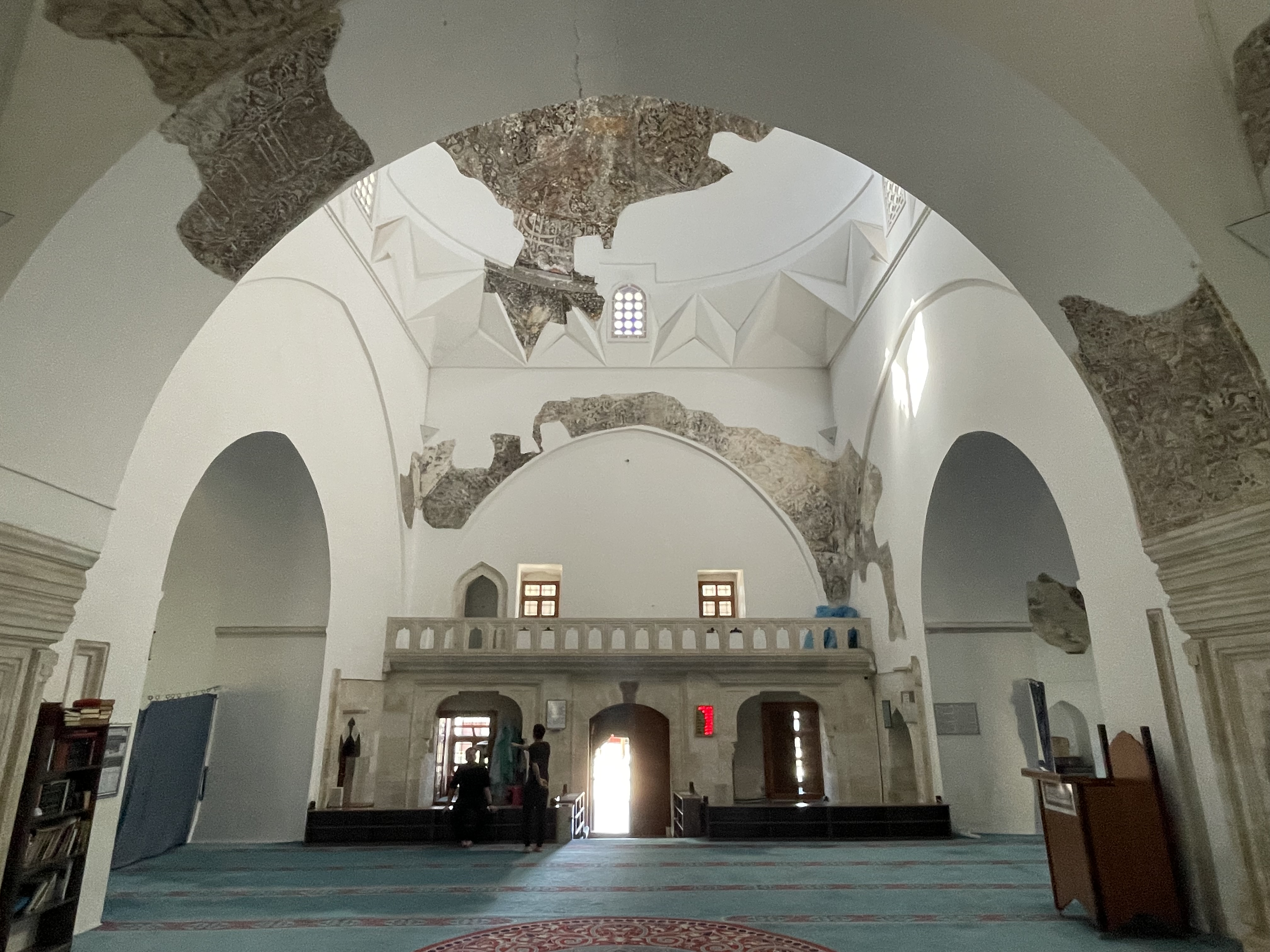
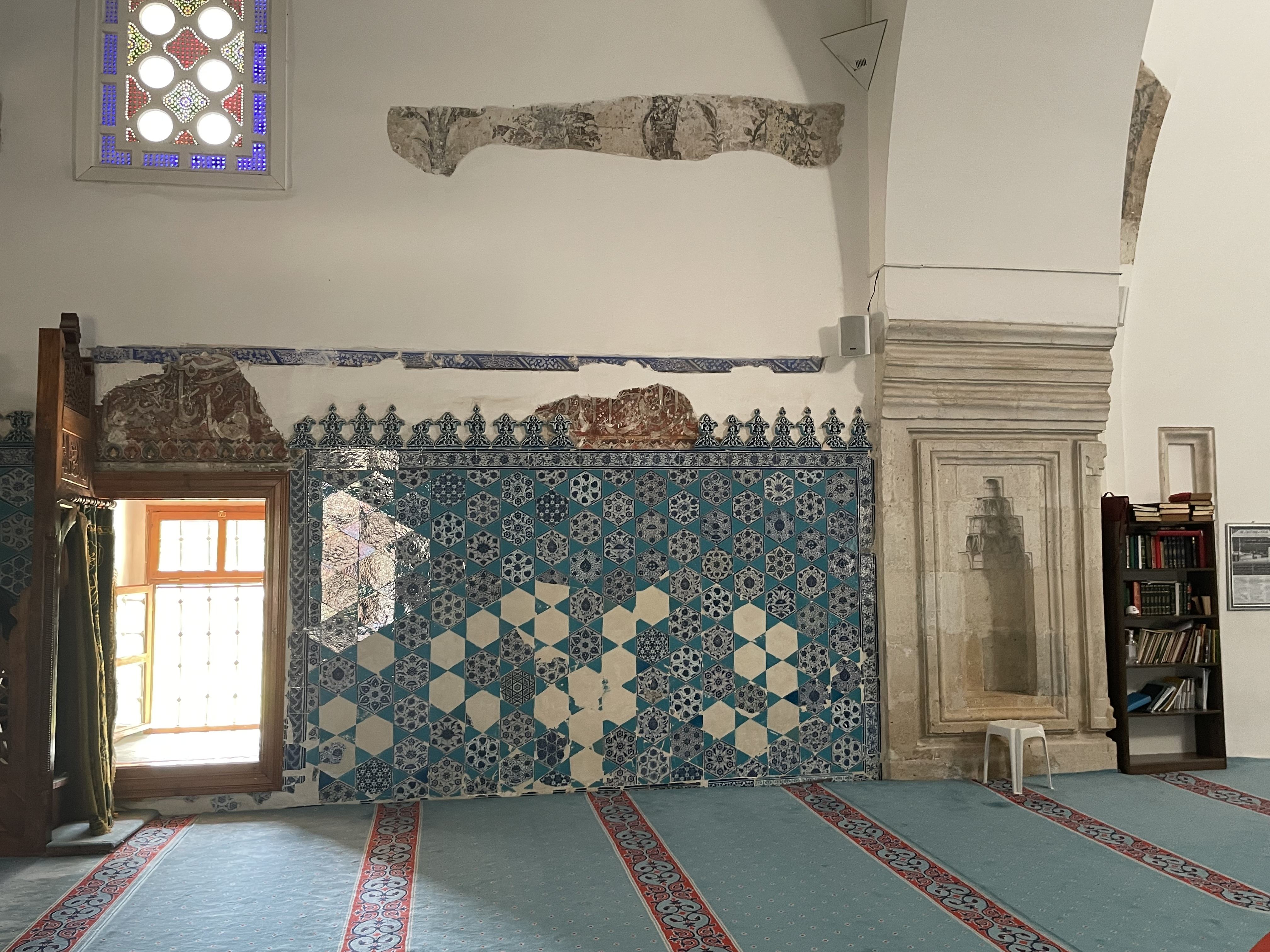

عينة من زخارف بلاط الحوائط
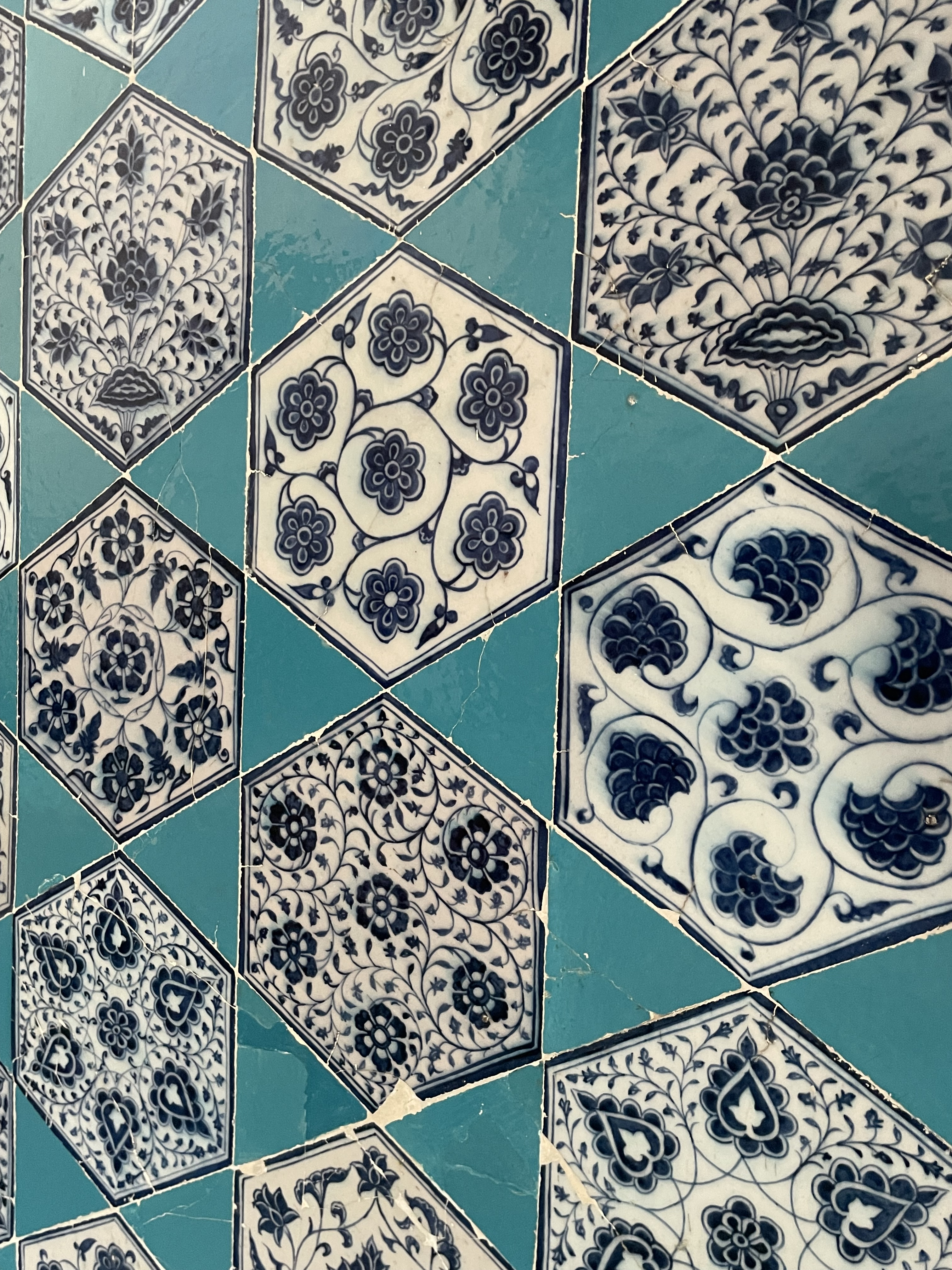
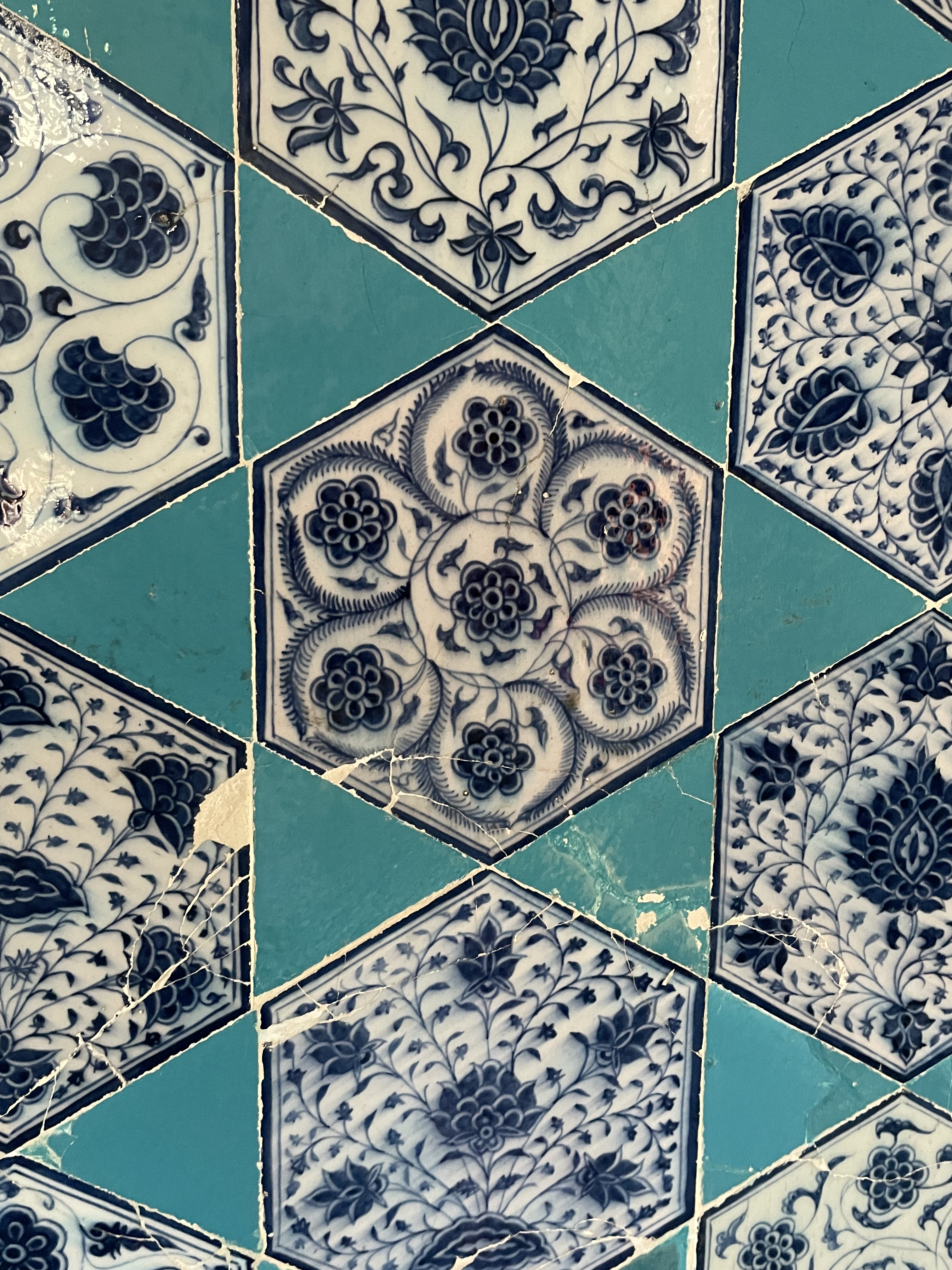
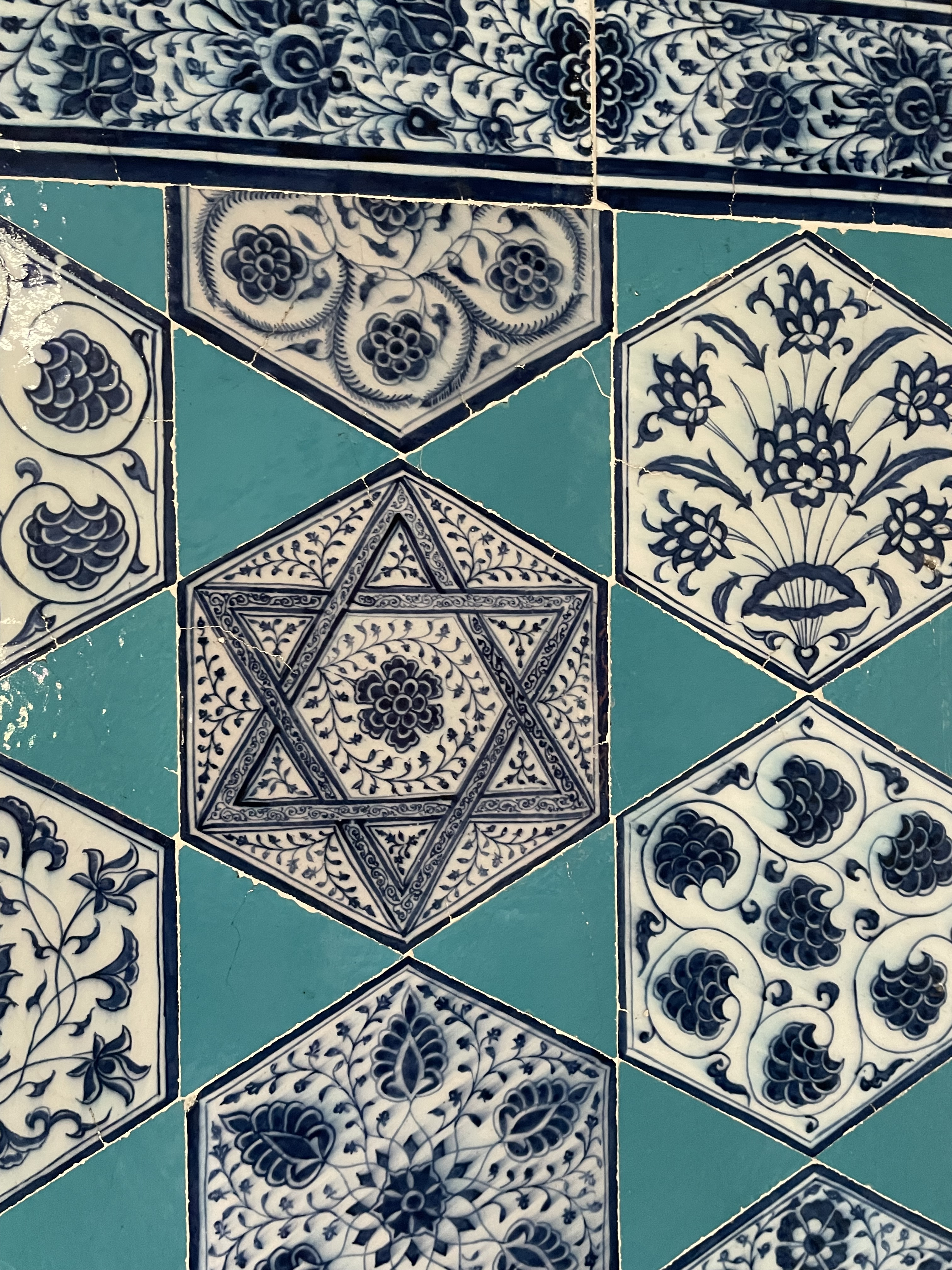

ساحة المقابر خارج جامع المرادية والباب المخصص للمقبرة
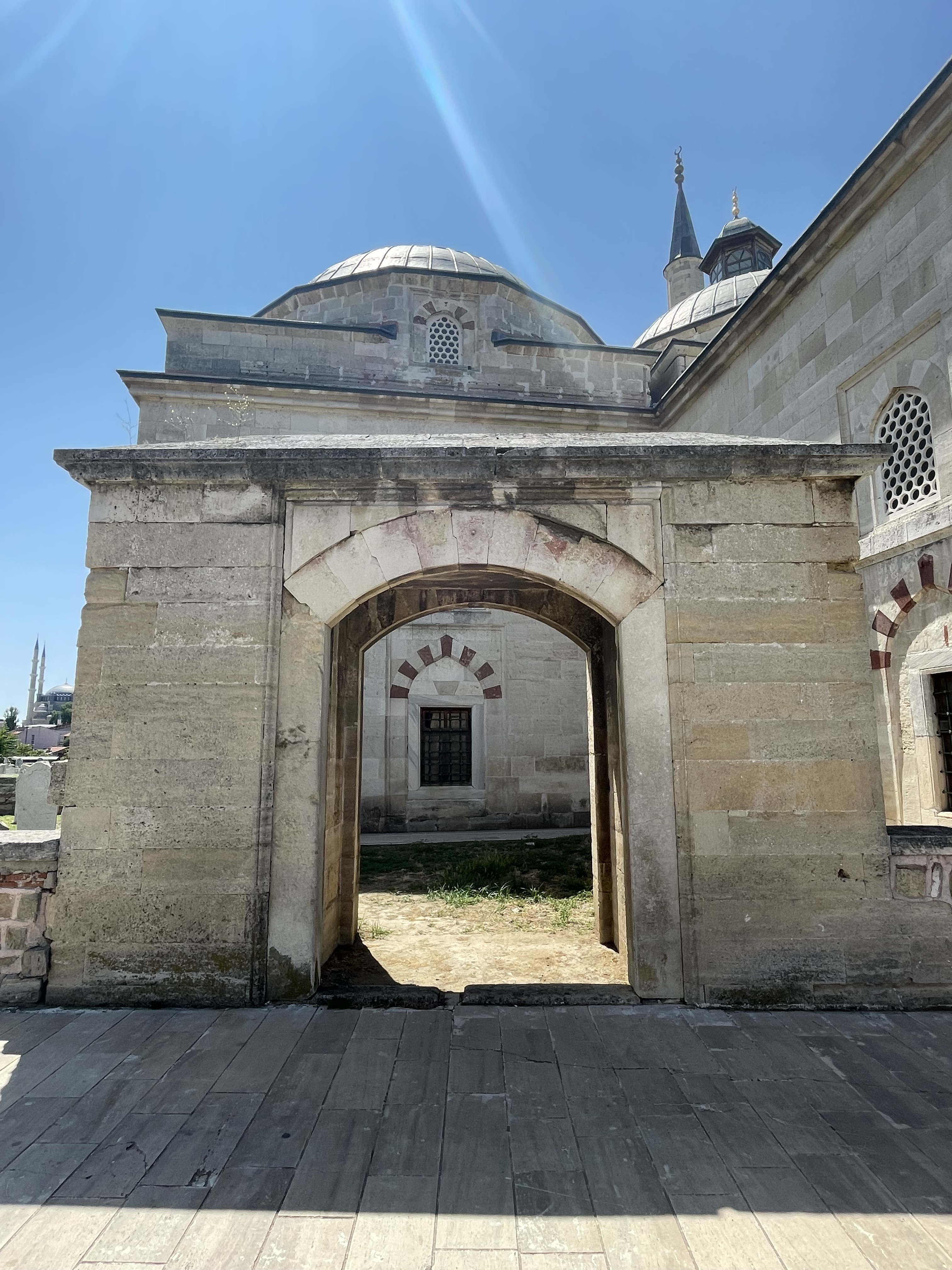
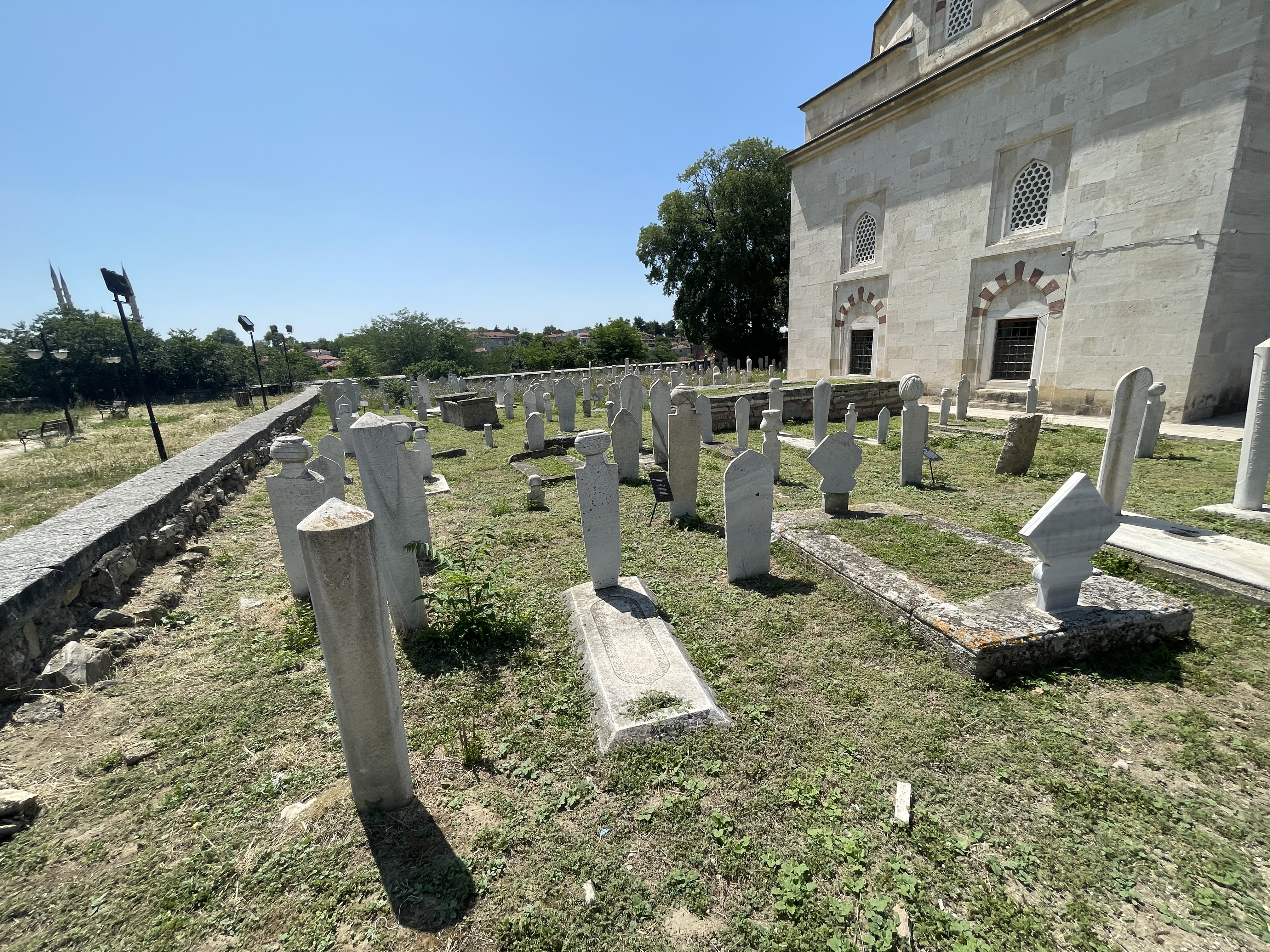
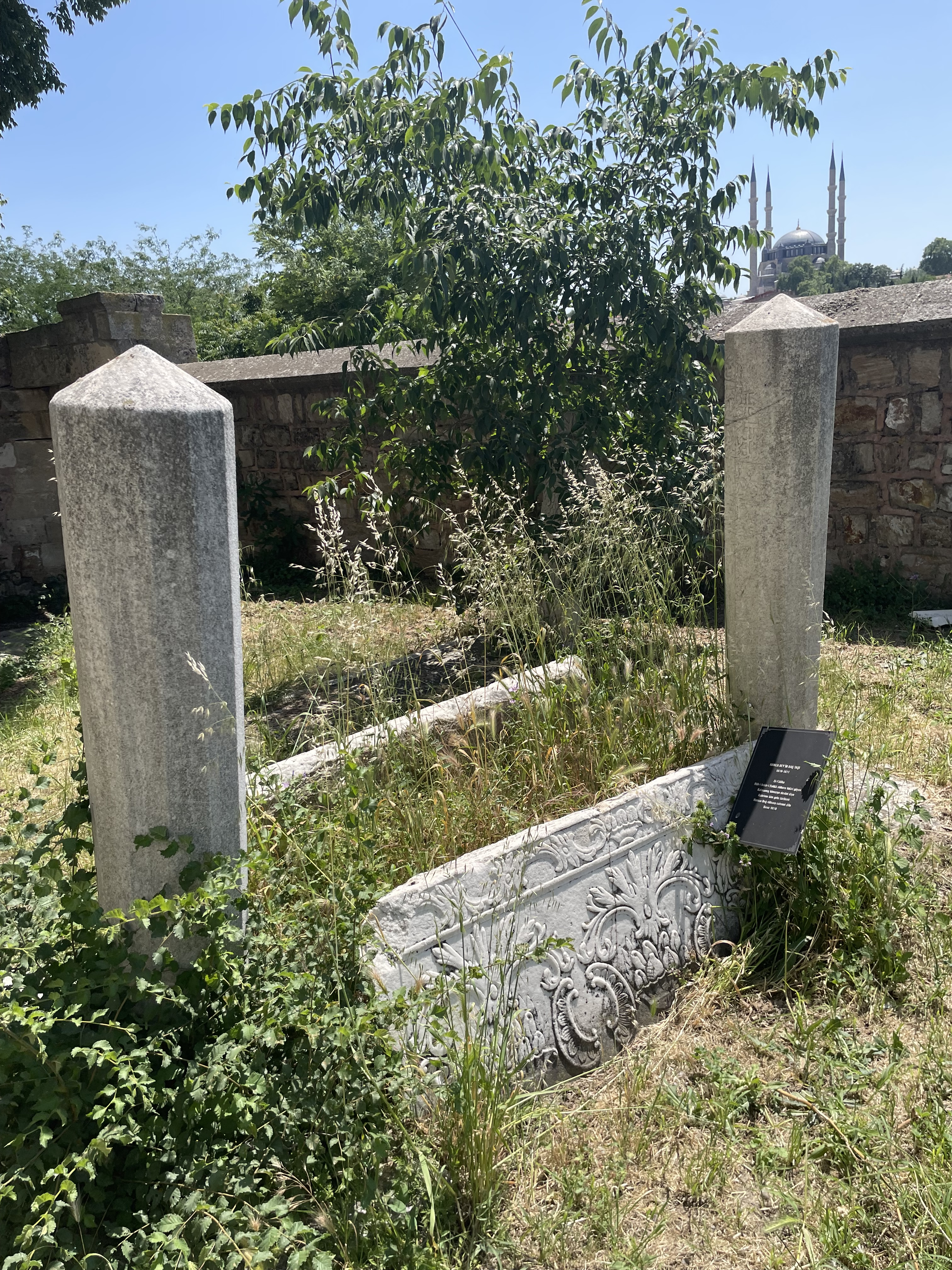
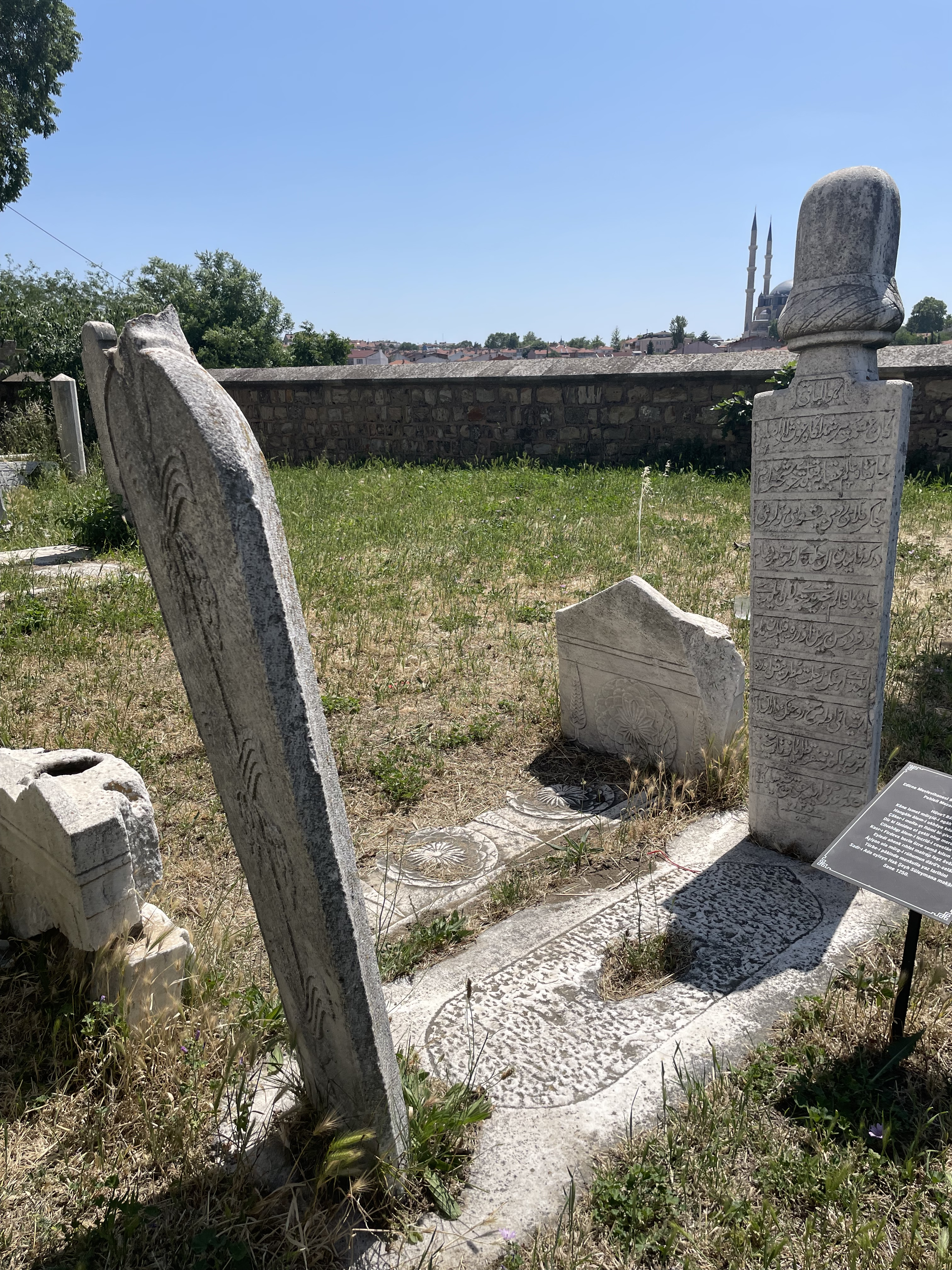
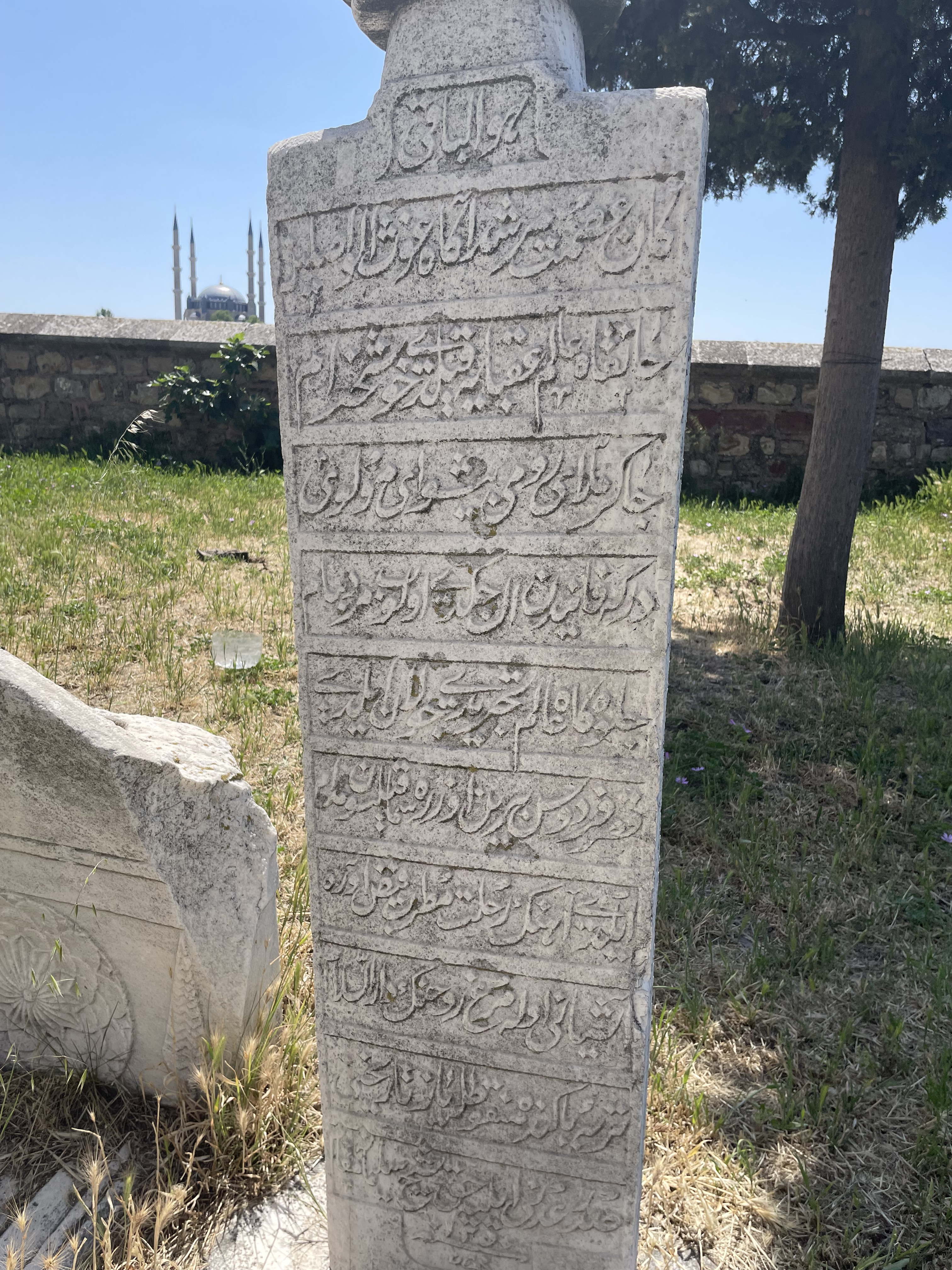
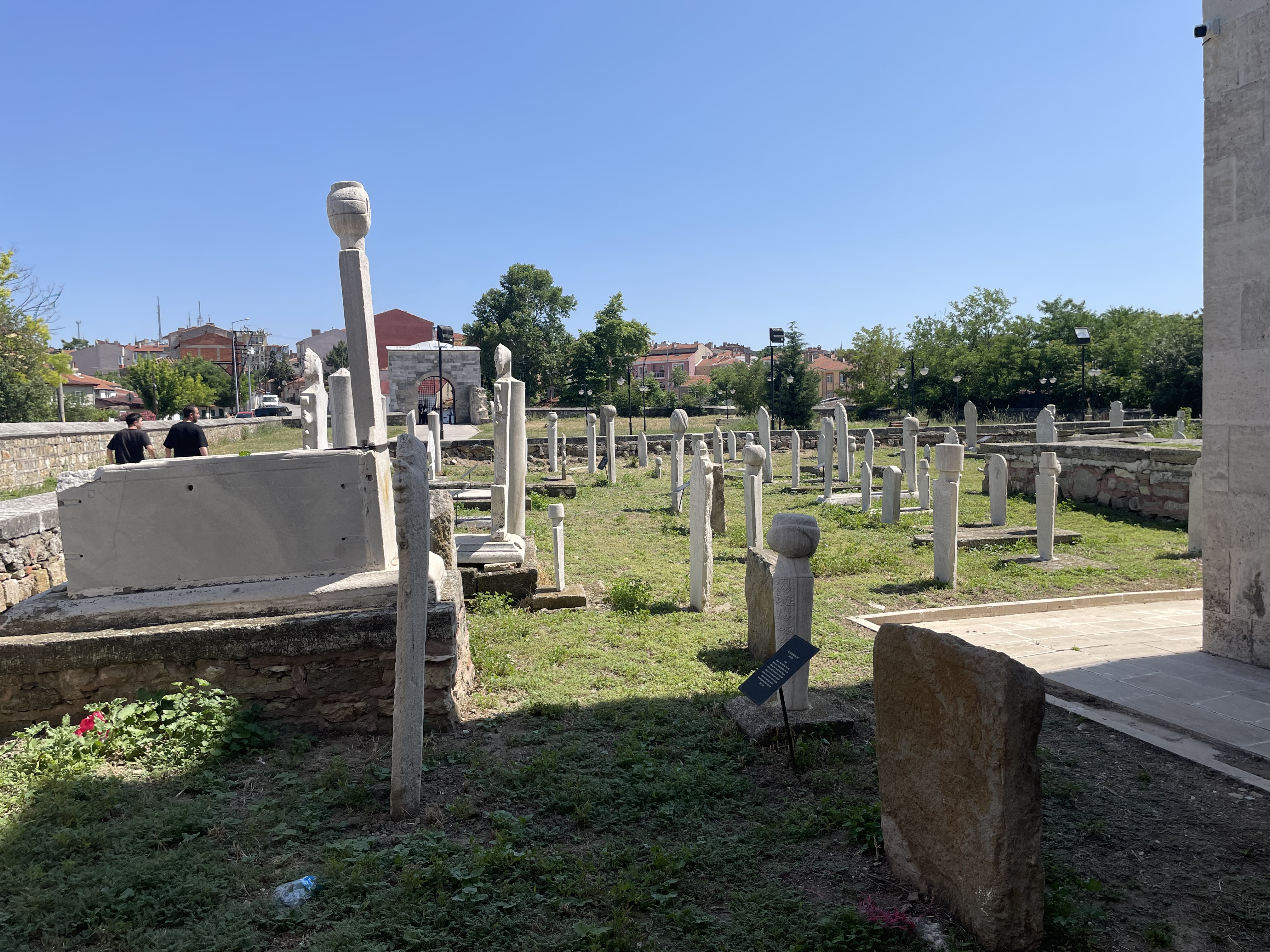